# Krefeld Pinguine

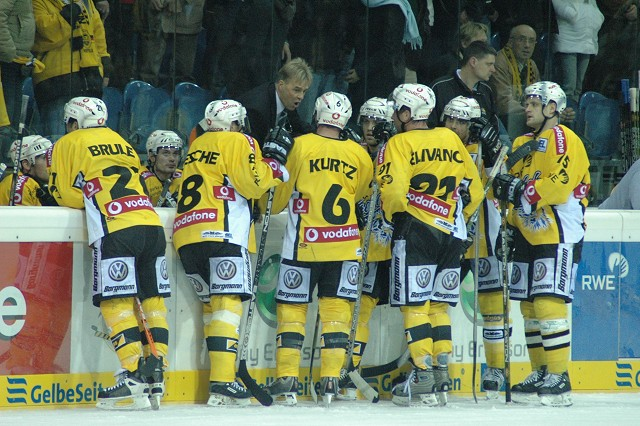
Krefeld Pinguine

I Krefeld Pinguine sono una squadra di hockey su ghiaccio che milita nella DEL. Gioca le partite casalinghe a Krefeld (Renania Settentrionale-Vestfalia, Germania) al KönigPALAST. Venne fondata nel 1936 e nel 1995 divenne una società a responsabilità limitata. I colori delle divise sono giallo e nero. Nel 1952 e nel 2003 la squadra si è laureata campione di Germania.

## Giocatori famosi

### Portieri
- René Bielke (1993−1995)
- Ulli Jansen † (1947–1972)
- Karel Lang (1990–2001)
- Jan Marek (1974–1978)
- Robert Müller (2002–2006)
- Heinz Wackers (1936–1955)

### Difensori
- Karl Bierschel (1948–1963)
- Christian Ehrhoff (1999–2003)
- Uwe Fabig (1981–1983/1984–1992)
- Bruno Guttowski (1951–1958)
- Peter Hasselblad (1997-1998)
- Günter Jochems (1949–1965)
- Josef Kompalla (1958–1971)
- Petri Liimatainen (1995–1999)
- Jayson Meyer (1990–1995/1996–1999)
- Günter Oswald (2001-2003)
- Herbert Schibukat (1949–1954)
- Vic Stanfield (1976-1978/1980-1988)

### Attaccanti
- Christoph Brandner (2000–2003)
- Kenny Brown (1983–1988)
- Dick Decloe (1974–1978)
- Jim Hoffmann (1984-1989)
- Martin Hyun (2004-2005)
- Peter Ihnacak (1992–1997)
- Erich Konecki † (1948–1952)
- Lothar Kremershof † (1969–1978/1981–1985)
- Chris Lindberg (1994–1998)
- Horst Ludwig (1961–1968/1970–1974)
- Hans Georg Pescher (1948–1956)
- Brad Purdie (2000–2003)
- Frank Schwinghammer
- Francois Sills (1990–1995)
- Klaus Stenders (1958–1973)
- John Walker (1989–1990/1991–2000)
- Remy Wellen (1955–1972)